# Son Hyun-jun
Son Hyun-jun (* 20. März 1972) ist ein ehemaliger südkoreanischer Fußballspieler, der zuletzt bei Anyang LG Cheetahs spielte. Er stand zuletzt bei Daegu FC als Trainer unter Vertrag. Er führte als Interimstrainer Daegu FC in die K League Classic gebracht. 

## Karriere als Spieler

### Jugendzeit bei der Dong-A University
Son studierte an der Dong-A University und spielte in dieser Zeit für die Universitätsmannschaft.

### Fußball-Karriere in Südkorea
Nach seiner Universitätszeit wurde er bei LG Cheetahs FC unter Vertrag genommen. Er blieb den Cheetahs 3 Jahre lang treu, ehe er 1999 zu Busan Daewoo Royals ging. Er erzielte in 69 Einsätzen 1 Tor für LG Cheetahs. In Busan blieb er allerdings nicht lange. Ende 1999 wechselte er nach nur 10 Einsätzen in Busan, zu seinem alten Verein Anyang LG Cheetahs zurück. Dort spielte er 3 weitere Jahre, ehe er 2003 seine Karriere beendete. Er kam bis zu seinem Karriereende auf 40 Einsätze für Anyang. 

## Karriere als Trainer
Ab 2004 war er als Co.- trainer der 2. Mannschaft beim FC Seoul unter Vertrag. Er blieb dort bis Ende 2005. Seinen Vertrag verlängerte er beim FC Seoul nicht. 2007 wurde er bei Daegu FC vorgestellt. Dort war er zum einen Scout, zum anderen auch Co.- Trainer. Bis Ende 2011 führte er diese Funktion aus. 2012 wechselte er zum National-League-Verein Gimhae FC und war dort bis 2014 Co.- Trainer. Anfang 2015 wechselte er zu Daegu FC wieder zurück und wurde dort als Co.- Trainer eingestellt. Bis zum Ende der Saison 2016 war er als Co.- Trainer angestellt. Nachdem der Trainer von Daegu FC zurückgetreten war, wurde er Interim-Trainer und bekam die Aufgaben des alten Trainers übertragen. Nach einer sehr knappen Saison stand am Ende der Saison der Aufstieg in die K League Classic fest. Der Aufstieg des Vereins ist sein erster Erfolg als Trainer. Ende 2016 wurde er als Trainer für die Saison 2017 vorgestellt. Damit ist er zum ersten Mal in seiner Trainerkarriere als Trainer angestellt. Seine Erste Saison als Trainer verlief nicht gut. Mit Daegu FC schied er in der 4. Runde überraschend gegen Gyeongnam FC mit 1:2 aus. Auch in der Liga konnte er kaum Erfolge verzeichnen. Der Verein befindet sich seit dem 1. Spieltag im Abstiegskampf. Nie konnte sein Verein einen Oberen Tabellenplatz kurzzeitig belegen. Außerdem stand der Verein seit dem 9. Spieltag auf den Vorletzten Platz. Am 22. Mai 2017 verkündete der Verein, dass er als Trainer entlassen wurde.

## Erfolge
- 1× Aufstieg in die K League Classic 2016